# ウィリアム・オービル・エアーズ
ウィリアム・オービル・エアーズ（William Orville Ayres 、1817年9月11日 - 1887年4月30日）は、アメリカ合衆国の医師、鳥類学者、魚類学者である。

## 生涯
コネチカット州で生まれた。イェール大学で医学を学び、破傷風の研究で博士号を得た。自然科学に関心を持ち、初めは特に鳥類学に集中した。友人の鳥類学者、ジョン・ジェームズ・オーデュボンと緊密に協力し、 オーデュボンの死後は、鳥類学については研究の余地がなくなったことを理由に、魚類学の分野に転じた。
1854年にカリフォルニア科学アカデミーに転じ、魚類学の最初の学芸員になった。当時魚類学の分野の研究環境は悪く、研究に脚光を浴びることはなく、専門科学雑誌がなかったため、最初の論文は新聞に発表しなければならなかった。
メバル科（Sebastidae）の魚類を研究し、多くのメバル属の種などを記載した。同時期のスミソニアン研究所のテオドール・ギル（Theodore Nicholas Gill）も同じメバル属の研究をしており、エアーズの研究を繰り返し、厳しく批判した。ギルの批判などにより研究の発表の場を失い、カリフォルニア州を去り、シカゴを経て、コネチカット州のニューヘイブンに移った。イェール大学で医学を教えた。
セッカ科のタンビセッカ（Cisticola ayresii）や、タカ科のシロハラクマタカ（Hieraaetus ayresii）などの多くの鳥類の種に献名されている。